# دانيلا هايز
دانيلا هايز (بالإنجليزية: Danielle Hayes)‏ هي عارضة نيوزيلندية، ولدت في 18 فبراير 1991 في واكتاني ‏ في نيوزيلندا.

## روابط خارجية
- دانيلا هايز على موقع دليل عارضات الأزياء (الإنجليزية)